# Carlos Roa
Pour les articles homonymes, voir Roa.
Carlos Ángel Roa, né le 15 août 1969 à Santa Fe (Argentine), est un footballeur argentin. Lorsqu'il était joueur, il évoluait au poste de gardien de but.

## Biographie
Roa a démarré sa carrière pro au Racing Club de Avellaneda et a fait ses premiers pas en Primera División le 6 novembre 1988, à seulement 19 ans. En 1994, il rejoint le Club Atlético Lanús, équipe qui finit troisième du championnat trois fois d'affilée. Plus tard, Roa rejoint les rangs du RCD Majorque en Espagne, jouant 25 rencontres de La Liga. Fraîchement promu de la Segunda División, le club des Îles Baléares a fini cinquième et a même atteint la finale de la Coupe du Roi 1997-98, avant de s'incliner face au FC Barcelone à l'issue d'une séance de tirs au but.

À la suite de son rôle clé dans la conquête de la Supercoupe nationale par Majorque et après avoir atteint la finale de la Coupe des Vainqueurs de Coupe, Roa décide de se retirer du football à l'âge de 30 ans pour entreprendre une retraite religieuse. Toutefois, moins d'un an après, le gardien de but a fait son retour à Majorque, étant contraint d'honorer les deux dernières années de son contrat. Ne parvenant pas à retrouver son niveau de jeu antérieur, il a été mis sur la touche au profit de son compatriote Leo Franco.

Il participe à la Coupe du monde de football 1998 dont il est quart-de-finaliste avec l'équipe d'Argentine. Durant cette compétition, il est le gardien de but titulaire de son équipe, il ne concède aucun but lors de la phase de poules et devient un « héros » lorsqu'il sauve deux tirs au but contre l'équipe d'Angleterre en 8es de finale lors de la séance de tir au but, menant les argentins à une victoire 4-3 après un match nul terminé au score de 2-2.
Il remporte le Trophée Zamora en 1999.

## Palmarès

### CA Lanús
- Copa Conmebol : 1996

### RCD Majorque
- Supercoupe d'Espagne : 1998

## Vie privée
Il est membre de l'église adventiste et interrompomt sa carrière durant 10 mois entre juillet 1999 et avril 2000. Alors que Manchester United le courtise, il déclare notamment « Dieu vaut plus que 10 millions de dollars ». Il reprend sa carrière en avril 2000 après avoir vaincu un cancer des testicules.